# Hippocampus kuda
Hippocampus kuda is een straalvinnige vissensoort uit de familie van zeenaalden en zeepaardjes (Syngnathidae). De wetenschappelijke naam van de soort is voor het eerst geldig gepubliceerd in 1852 door Bleeker.
De soort staat op de Rode Lijst van de IUCN als Kwetsbaar, beoordelingsjaar 2014. De omvang van de populatie is volgens de IUCN dalend.